# 中国驻巴布亚新几内亚大使馆
中华人民共和国驻巴布亚新几内亚独立国大使馆（英語：Embassy of the People's Republic of China in the Independent State of Papua New Guinea），简称中国驻巴布亚新几内亚大使馆，是中华人民共和国驻巴布亚新几内亚的外交代表机构。

## 机构设置
中国驻巴布亚新几内亚大使馆设置下列机构：
- 政治处
- 武官处
- 经商处
- 办公室